# Симеон Гълъбов
Симеон Костадинов Гълъбов е български театрален актьор.

## Биография
Роден е на 21 декември 1990 г. През 2013 г. завършва Нов български университет във випуска на проф. Цветана Манева и Снежина Петрова. Първото му представяне на театрална сцена е в Народен театър „Иван Вазов“ „Ангели в Америка“ в ролята на медицински работник с реж. Десислава Шпатова.
След дипломирането си започва своята кариера в Драматично-куклен театър „Константин Величков“ в гр. Пазараджик в полята на Перо в „г-жа Министершата“ с реж. Боян Иванов. Участва в множество късометражни филми и реклами. През 2009 г. участва в танцовия проект на хореограф Татяна Соколова в „Божествено начало“ спектакълът на проф. Симо Лазаров. В продължение на седем години тренира брейк данс.

### Театрални роли

#### Народен театър „Иван Вазов“
- 2010 г. – Mедицински работник – „Ангели в Америка“ – режисьор: Десислава Шпатова
- 2012 г. – Бракънбъри – „Ричард ІІІ“ – режисьор: Теди Москов
- 2015 г. – „Улицата“ авторски спектакъл на Теди Москов
- 2015 г. – „На ръба“ авторски спектакъл на Александър Морфов

#### Театрална работилница „Сфумато“
- 2012 г. – Роберто Зуко – „Роберто Зуко“ – режисьор: Асен Блатечки
- 2014 г. – Кандид – „Кандид“[3] – режисьор: Теди Москов
- 2015 г. – Клошар – „Двама бедни румънци говорещи полски“ – режисьор: Десислава Шпатова

#### Драматично-куклен театър „Константин Величков“
- 2014 г. – Перо – „г-жа Министершата“ – режисьор: Боян Иванов
- 2015 г. – Кирил – „Деветия ден“ – режисьор: Владлен Александров
- 2016 г. – Пикси – „Не залагай на англичаните“ – режисьор: Владлен Александров
- 2016 г. – Цанко – „Одисей пътува за Итака“ – режисьор: Владлен Александров
- 2017 г. – момчето – „Италианка“ – режисьор: Тамара Янков
- 2017 г. – Железният човек – „Магьосникът от Оз“ – режисьор: Бисерка Колевска
- 2018 г. – Пинокип – „Пинокио“ – режисьор: Бисерка Колевска

#### Държавен Сатиричен театър „Алеко Константинов“
- 2019 г. – Синджир ходжа  – „Тъпи ентусиасти“ – режисьор: Теди Москов
- 2019 г. – лорд Дарлингтън – „Ветрилото на лейди Уиндърмиър“ – режисьор: Бойка Велкова
- 2019 г. – Джак Сноудън – „Телевизионна мрежа“ – режисьор: Андрей Аврамов
- 2021 г. – танцьор – „Сатирично кабаре“ – режисьор: Калин Сърменов и Николай Младенов
- 2021 г. – Чарълз Хавършъм – „Нещо се объка“ – режисьор: Николай Младенов
- 2022 г. – Георги – „Криворазбраната цивилизация“ – режисьор: Николай Урумов
- 2022 г. – Робин, Тибалт – „Влюбеният Шекспир“ – режисьор: Андрай Аврамов
- 2023 г. – Филип Дюбоа – „Оскар“ – режисьор: Вецислав Асенов
- 2023 г. – Тартор – „Политическо сатирично Кабаре“ – режисьори: Калин Сърменов и Николай Младенов
- 2024 г. – Гарет – „Два билета до Майорка“ – режисьор: Андрай Аврамов

### Телевизионни прояви
- 2012 г. – реклама на Table – БНТ
- 2017 г. – Здравко – сериала ”Скъпи наследници“
- 2018 г. – лекар – сериала ”Столичани в повече“
- 2022 г. – млад Щерю – сериала ”Лъжите в нас“
- 2023 г. – лорд – реклама на Carlsberg

### Кино
- 2012 г. – Кралт – „Спасителят“ – режисьор: Робърт Саво
- 2013 г. – Водещ – „Революция“ – режисьор: Яна Лекарска
- 2013 г. – Асистент – сериала ”Фамилията“ – bTV
- 2013 г. – мъжът –   ”Awakening“ – режисьор: Яна Лекарска
- 2014 г. – Мартин – „Заслепяване“ – режисьор: Яна Лекарска
- 2022 г. – Георги Обретенов – „Ботев“ – режисьор: Максим Генчев